# Lista de compostos de gás nobre
Compostos de gases nobres são compostos químicos que incluem algum elemento dos gases nobres, grupo 18 da tabela periódica. Embora os gases nobres sejam geralmente elementos não reativos, muitos desses compostos foram observados, particularmente envolvendo o elemento xenônio. Do ponto de vista da química, os gases nobres podem formar compostos estáveis com os elementos mais eletronegativos, flúor e oxigênio, e mesmo com menos elementos eletronegativos, como nitrogênio e carbono, sob certas circunstâncias. 
| Gás Nobre | Nome do composto                      | Fórmula          | Massa Molar       | Propriedades / Aparência    | Número CAS   | Fonte  |
| --------- | ------------------------------------- | ---------------- | ----------------- | --------------------------- | ------------ | ------ |
| Argônio   | Argeto de magnésio                    | MgAr+            | Desconhecido      | Sólido estável              | 72052-59-6   | [ 3 ]  |
| Argônio   | Diargônio                             | Ar2              | 79,896 g / mol    | Gás transparente            | 12595-59-4   | [ 4 ]  |
| Argônio   | Argônio protonado                     | ArH+             | 40,956 g / mol    | Ocorre em meio interestelar | Desconhecido | [ 5 ]  |
| Argônio   | Hidrofluoreto de argônio              | HArF             | 59,954 g / mol    | Desconhecido                | 163731-16-6  | [ 6 ]  |
| Criptônio | Difluoreto de criptônio               | KrF2             | 121,795 g / mol   | Sólido incolor              | 13773-81-4   | [ 7 ]  |
| Criptônio | Fluoreto de criptônio                 | KrF              | Desconhecido      | Laser excímero              | Desconhecido | [ 8 ]  |
| Criptônio | Hexafluoreto de criptônio             | KrF6             | Desconhecido      | Sólido cristalino           | Desconhecido | [ 9 ]  |
| Hélio     | Diélio                                | He2              | 8,0052 g / mol    | Gás incolor                 | 12184-98-4   | [ 10 ] |
| Hélio     | Heleto de lítio                       | LiHe             | Desconhecido      | Gás criogênico              | Desconhecido | [ 11 ] |
| Hélio     | Heleto dissódico                      | Na2He            | Desconhecido      | Estrutura Cristalina Cúbica | Desconhecido | [ 12 ] |
| Hélio     | Helônio                               | HeH+             | 5,01054 g / mol   | Certamente ácido            | Desconhecido | [ 13 ] |
| Hélio     | Trímero de hélio                      | He3              | 12,007806 g / mol | Gás instável                | 12596-21-3   | [ 14 ] |
| Radônio   | Difluoreto de radônio                 | RnF2             | Desconhecido      | Sólido instável             | 18976-85-7   | [ 15 ] |
| Radônio   | Hexafluoreto de radônio               | RnF6             | 336,01 g / mol    | Molécula nunca sintetizada  | 80948-45-4   | [ 16 ] |
| Xenônio   | Ácido perxênico                       | H4XeO6           | 231,29 g / mol    | Ácido fraco                 | 14125-26-9   | [ 17 ] |
| Xenônio   | Ácido xênico                          | H2XeO4           | 197,31 g / mol    | Agente oxidante             | Desconhecido | [ 18 ] |
| Xenônio   | Dicloreto de xenônio                  | XeCl2            | 222,199 g / mol   | Molécula nunca sintetizada  | 13780-38-6   | [ 19 ] |
| Xenônio   | Difluoreto de xenônio                 | XeF2             | 169,290 g / mol   | Sólido branco               | 13709-36-9   | [ 20 ] |
| Xenônio   | Dióxido de xenônio                    | XeO2             | 163,29 g / mol    | Sólido amarelado            | Desconhecido | [ 21 ] |
| Xenônio   | Hexafluoreto de xenônio               | XeF6             | 245,28 g / mol    | Sólido incolor              | 13693-09-9   | [ 20 ] |
| Xenônio   | Hexafluoroplatinato de xenônio        | Xe+[PtF6] -      | 440,367 g / mol   | Sólido laranja              | 12062-18-9   | [ 22 ] |
| Xenônio   | Hexafluororodato de xenônio           | XeRhF6           | 348,1855 g / mol  | Vermelho-escuro             | Desconhecido | [ 23 ] |
| Xenônio   | Monocloreto de xenônio                | XeCl             | 166,746 g / mol   | Laser excímero              | 55130-03-5   | [ 24 ] |
| Xenônio   | Nitrato de fluoroxenônio              | FXeONO2          | 212,3 g / mol     | Sólido cristalino branco    | Desconhecido | [ 25 ] |
| Xenônio   | Nitrato de xenônio                    | Xe(NO3)2         | Desconhecido      | Sólido castanho-avermelhado | Desconhecido | [ 26 ] |
| Xenônio   | Octafluoroxenato de nitrosônio (VI)   | (NO)2XeF8        | Desconhecido      | Reativo com água            | Desconhecido | [ 27 ] |
| Xenônio   | Oxidifluoreto de xenônio              | XeOF2            | 185,289 g / mol   | Composto instável           | 13780-64-8   | [ 28 ] |
| Xenônio   | Oxitetrafluoreto de xenônio           | XeOF4            | 223,23 g / mol    | Líquido incolor estável     | 13774-85-1   | [ 29 ] |
| Xenônio   | Pentafluoroxenato de tetrametilamônio | N(CH3)4XeF5      | 300,4308 g / mol  | Solúvel em orgânicos        | Desconhecido | [ 30 ] |
| Xenônio   | Perxenato                             | XeO64−           | Desconhecido      | Grupo de ânions             | Desconhecido | [ 31 ] |
| Xenônio   | Perxenato de bário                    | Ba2XeO6          | Desconhecido      | Sólido amarelado            | Desconhecido | [ 32 ] |
| Xenônio   | Perxenato de sódio                    | Na4XeO6          | Desconhecido      | Agente oxidante             | Desconhecido | [ 32 ] |
| Xenônio   | Tetracloreto de xenônio               | XeCl4            | 273,09 g / mol    | Composto instável           | Desconhecido | [ 33 ] |
| Xenônio   | Tetrafluoreto de xenônio              | XeF4             | 207,2836 g / mol  | Sólido branco               | 13709-61-0   | [ 34 ] |
| Xenônio   | Tetraxeneto de ouro (II)              | AuXe42+          | 722,138 g / mol   | Complexo catiônico          | Desconhecido | [ 35 ] |
| Xenônio   | Tetróxido de xenônio                  | XeO4             | 195,29 g / mol    | Sólido cristalino amarelo   | 12340-14-6   | [ 36 ] |
| Xenônio   | Trióxido de xenônio                   | XeO3             | 179,288 g / mol   | Perigosamente explosivo     | 13776-58-4   | [ 37 ] |
| Xenônio   | Xenato monossódico                    | NaHXeO4 · 1,5H2O | 241,27 g / mol    | Forte oxidante              | Descohecido  | [ 38 ] |
| Xenônio   | Xenônio bis (pentafluorofenil)        | C12F10Xe         | 465,409 g / mol   | Molécula orgânica           | 328379-54-0  | [ 39 ] |